# Shona forrópont
A Shona forrópont egy kevéssé vizsgált köpenyfeláramlási zóna az Atlanti-óceán déli részén, közel a közép-atlanti hátsághoz. A vizsgálatát nagyban megnehezíti, hogy nagyon távol van minden szárazföldtől, valamint a terület időjárása is megnehezíti a tartós ottlétet.
A forrópont a Discovery forrópont és a Bouvet forrópont szomszédságában helyezkedik el, ez arra utal, hogy hármójuknak közös gyökere lehet.
A forrópontot a kis szeizmikus aktivitás jellemzi, valamint a közép-atlanti hátság helyi eltérései a geokémiai összetételben.

## Történet
A forróponthoz kacsolódó geokémiai anomáliát már 1985-ben felfedezték, de hosszú ideig kétséges volt annak eredete.
Pontos eredményeket csak legutóbbi évtizedekben kaphattunk, amikor a műholdas megfigyelések és mérések megfelelően precízek és részletesek lettek. A közeli Discovery forrópontot már 1972-ben azonosították, ennek geokémiai tulajdonságai alapján lehetett a mérési eredményekről a Shona forrópont létére következtetni.
A legújabb kutatások szerint a forrópontot tápláló köpenycsóva mindössze 100-350 km átmérőjű lehet.

## Jelentősebb kitörések
Mivel a forrópont a tenger alatt fekszik, a kapcsolódó vulkánosság is tengermélyi, így feljegyzett kitörésére nem ismeretes. A közeli Bouvet-sziget utolsó kitörése i. e. 50 körül történt, de ez a Bouvet forróponthoz kapcsolódik.